# Milka Ivić
Milka Ivić (srbsko Милка Ивић), srbska jezikoslovka in akademičarka, * 11. december 1923, Beograd, † 7. marec 2011, Beograd.
Milka Ivić je bila profesorica na Filozofski fakulteti v Novem Sadu, kjer se je ukvarjala z raziskovanjem skladnje srbohrvaščine, pri čemer je sodelovala z možem Pavletom Ivićem.
Bila je redna članica Srbske akademije znanosti in umetnosti ter dopisna članica Slovenske akademije znanosti in umetnosti.

## Dela
- Pomen srbohrvaškega instrumentala in njegov razvoj
- Smeri v lingvistiki